# Guqin
O guqin (chinês tradicional: 古琴ⓘ; pinyin: gǔqín; AFI: [kùtɕʰǐn]); lit. "antigo instrumento de corda") é o nome moderno de um instrumento musical chinês da família das cítaras. Tem mais de três mil anos de existência, sendo tocado no país desde a época de Confúcio.
Gozava de elevado prestígio na comunidade filosófica e científica e uma apresentação do mesmo tinha de ser sempre precedida de certos rituais.